# Cosmotoma viridana
Cosmotoma viridana là một loài bọ cánh cứng trong họ Cerambycidae.